# 동세로
동세로(Dongse-ro)는 경기도 고양시 덕양구 동산동 창릉동사거리와 원흥동 94-2를 잇는 경기도의 도로이다.

## 연혁
- 2012년 6월 1일: 도로명으로 동세로를 고시
- 2013년: 삼송지구 개발과 함께 개통

## 주요 경유지
경기도
- 고양시 덕양구 (동산동, 삼송동, 원흥동)

## 주요 건물 및 시설
- 고양동산고등학교 (경기도 고양시 덕양구 동세로 20)
- 창릉동행정복지센터 (경기도 고양시 덕양구 동세로 30)
- 고양동산초등학교 (경기도 고양시 덕양구 동세로 32)
- 고양중학교 (경기도 고양시 덕양구 동세로 82)